# 永生
永生（えいせい、朝鮮語: 영생（ヨンセン））は、朝鮮民主主義人民共和国で1997年6月に出版された、金正日を主人公とする長編小説。小説と銘打ってはいるが、1993年の大晦日から1994年7月20日に開かれた金日成死去をいたむ中央追悼大会に至る約7か月間を、北朝鮮核問題をめぐる米朝対立、ジミー・カーターによる調停、7月7日夜から8日未明にかけての金日成の死など実際のできごとを中心に描いたものである。著者は、ペク・ポフムとソン・サンウォンの2名。

## 概要
作者はペク・ポフムとソン・サンウォンとされており、個人名義の小説という体裁をとっているが、作者2人の経歴は何も記されていない。北朝鮮では朝鮮労働党の承認なしに個人レベルでの出版の自由は認めておらず、あらゆる著作物は独裁者である金一族（金正日）の意思にもとづく言論統制の手段であると考えられる。仮に個人が勝手に金正日のことを書けば確実に強制収容所に入れられるか銃殺刑に処せられる。したがって、この小説の主人公が、金日成亡き後の北朝鮮の最高指導者金正日であるところから、彼が御用作家たちに直接指示して書かせたことは明らかで、実際の著者は金正日その人とみなされる。
『永生』は、金正日の「偉大性」を宣伝するための小説である。1994年5月から6月にかけての、核爆弾製造へとつながる黒鉛減速型原子炉の使用済み核燃料棒取り出し（炉心交換）に際して、金正日はそれがアメリカ合衆国との戦争を招きかねない挑発行為となりうることを知りつつ、炉心交換を決断する場面が描かれているが、これには首領様（金日成）が最高司令官である将軍様（金正日）の決定にしたがうようすも示されている。小説である以上、事実そのものとは言えないが、日本のジャーナリスト萩原遼は、この記載を「かなりの事実を反映しているとみてもよい」と評価している。
金日成はまた、死去の前、大韓民国の金泳三大統領とのあいだで南北首脳会談を開くことに合意し、それに前向きな姿勢を示したが、金正日の頭越しになされた合意に対し彼は不服であったことが『永生』に記されている。『永生』によれば、金正日は父金日成に対し、電話で何度も首脳会談を取りやめるよう懇請した。何度も電話でやめてくれ、やめないの押し問答がつづき、ついに金日成は「それならばわたしは朝鮮労働党総書記の権限を行使してでも会議をおこなうしかない」と息子に対して揺さぶりをかけた。1980年以降、金日成から金正日への権限委譲は進展しており、1994年当時は「外交分野の若干の仕事」以外はすべて金正日に任せるという状態にあったが、それでもなお、金日成は労働党総書記の地位にあり、金正日は党の組織書記でしかなかった。共産党の組織では、下級メンバーが上級メンバーに無条件で従うのが鉄則とされており、父子対立の度合いは深刻であった。
『永生』は、東京の白峰社から日本語翻訳が出版されているが、萩原遼によれば重要な部分が改ざんされているという。たとえば、当時、朝鮮労働党総書記は金日成であることが明白であったにもかかわらず、金正日に対して「総書記」の肩書を用いている。また、金日成死後に出された「医学的結論書」の文言がこの小説では2か所削られているほか、まったく異なる記載もなされている。